# Coupe d'Europe de hockey sur glace 1970-1971
Navigation
Coupe d'Europe 1969-1970 Coupe d'Europe 1971-1972
La Coupe d'Europe de hockey sur glace 1970-1971 fut la 6e édition de la Coupe d'Europe de hockey sur glace, première compétition européenne de club organisé par l'IIHF.

## Premier tour
| Équipe 1      | Score      | Équipe 2             |
| ------------- | ---------- | -------------------- |
| HIFK          | 4:2, 4:0   | GKS Katowice         |
| HC Chamonix   | 3:5, 1:6   | EC KAC               |
| KSF København | 3:7, 1:5   | HC Dosza Ujpest      |
| Vålerenga     | 2:5, 2:7   | SG Dynamo Weißwasser |
| HK Jesenice   | 13:3, 10:2 | HK Krakra Pernik     |
| SG Cortina    | 3:4, 2:5   | EV Landshut*         |

*  EV Landshut disqualifié
 Brynäs IF,   
 HC La Chaux-de-Fonds  :  qualifiés d'office

## Deuxième tour
| Équipe 1             | Score                 | Équipe 2             |
| -------------------- | --------------------- | -------------------- |
| HK Jesenice          | 2:5, 3:7              | SG Dynamo Weißwasser |
| HIFK                 | 4:4, 2:7              | Brynäs IF            |
| HC Dosza Ujpest      | 3:1, 5:7 (1:3 t.a.b.) | SG Cortina           |
| HC La Chaux-de-Fonds | 1:2, 1:2              | EC KAC               |

## Troisième tour
| Équipe 1             | Score     | Équipe 2  |
| -------------------- | --------- | --------- |
| SG Cortina           | 6:1, 0:3  | EC KAC    |
| SG Dynamo Weißwasser | 3:5, 5:12 | Brynäs IF |

 Dukla Jihlava,    
 CSKA Moscou : qualifiés d'office

## Demi-finales
| Équipe 1   | Score    | Équipe 2      |
| ---------- | -------- | ------------- |
| SG Cortina | 4:6, 2:5 | Dukla Jihlava |
| Brynäs IF  | 2:6, 4:6 | CSKA Moscou   |

## Finale
| Équipe 1    | Score    | Équipe 2      |
| ----------- | -------- | ------------- |
| CSKA Moscou | 7:0, 3:3 | Dukla Jihlava |

## Bilan
Le CSKA Moscou remporte la 6e Coupe d'Europe.